# Jazzamor
Jazzamor ist ein 2002 gegründetes deutsches Duett, bestehend aus Bettina Mischke und Roland Grosch. Ihre Musik kombiniert Elemente der Lounge-Musik, des Jazz und des Bossa Nova.

## Diskografie
Alben
- 2003: Lazy Sunday Afternoon (Blue Flame)
- 2004: A Piece of my Heart (Blue Flame)
- 2006: Travel... (Blue Flame)
- 2007: Beautiful Day (Blue Flame)
- 2008: Selection – Songs for a Beautiful Day (Blue Flame)
- 2011: Lucent Touch (Blue Flame)
- 2017: Strange to be in Paradise (Blue Flame)
- 2022: Don’t let your angels go
- 2023: From the edge of time